# سیرت چیچی
سیرت چیچی (به ترکی آذربایجانی: Sırt Çiçi) یک منطقه مسکونی در جمهوری آذربایجان است که در شهرستان قوبا واقع شده است. سیرت جیچی ۱۸۳ نفر جمعیت دارد.